# عبوة تسخين ذاتي للغذاء

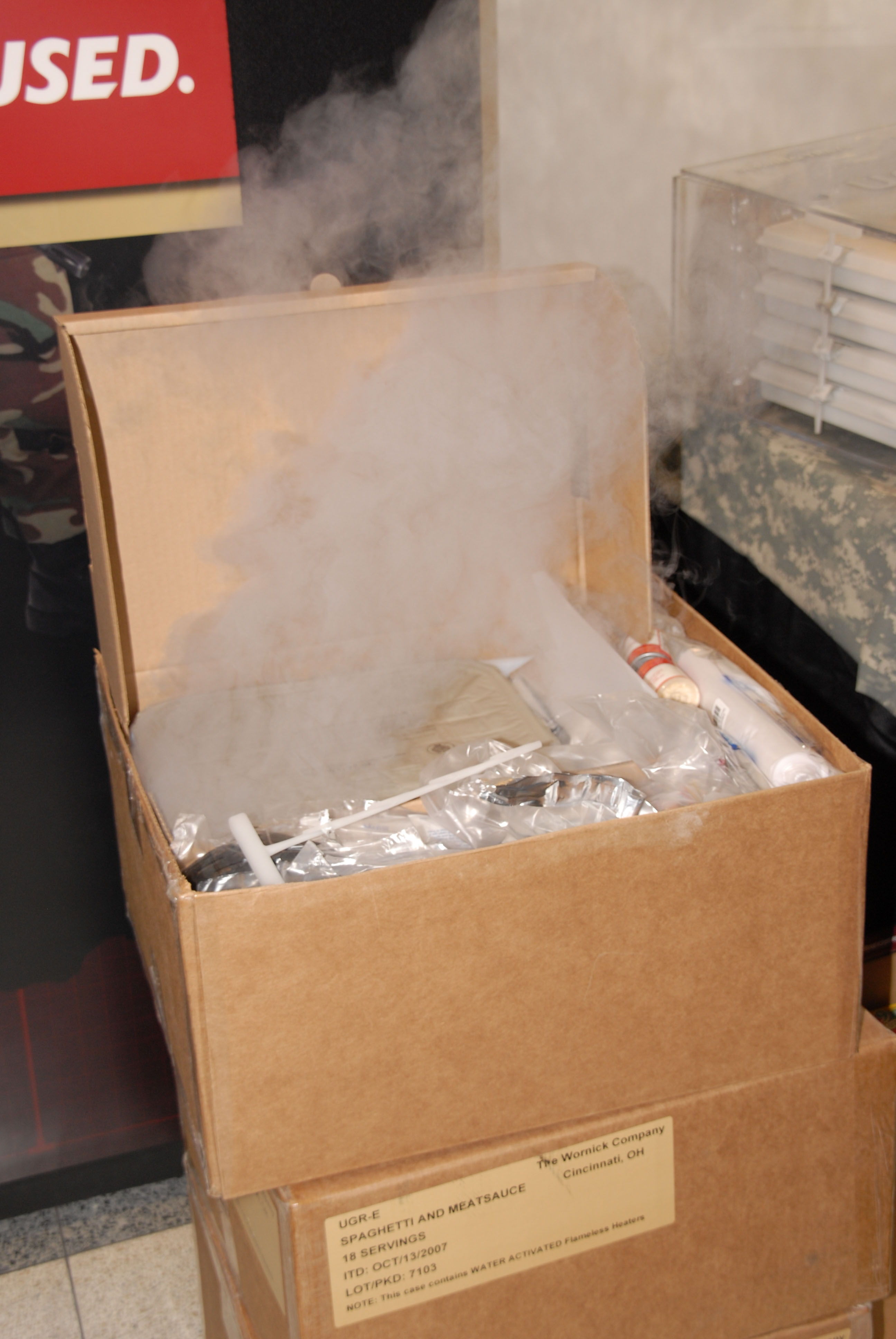
عبوة تسخين ذاتي لمؤونة جيش تكفي لإطعام 18 جنديا.

عبوة تسخين ذاتي للغذاء (من الإنجليزية: Self-heating food packaging) هي أحد أنواع التعليب الفاعل الذي يمكن استخدامه لتسخين الطعام دون الحاجة إلى مصدر حرارة خارجي. غالبا ما تعتمد آلية عمل هذا النوع من العبوات على تفاعل كيميائي طارد للحرارة. تستخدم هذه العبوات عادة بواسطة الجنود أثناء العمليات العسكرية، وفي الأماكن المنكوبة، وحيثما تعذّر الوصول إلى وسائل التسخين التقليدية لتحضير الطعام.

## التسخين الكيميائي
تستخدم العبوات التجارية ذاتية التسخين تفاعلا طاردا للحرارة. ومن المواد المستخدمة في هذه التفاعلات الجير الحي، وبعض المعادن (كالمغنيسيوم والحديد)، وأحماض وقواعد ومواد أخرى. يعتبر الجير الحي من المواد المتوفرة والزهيدة الثمن والمصنفة آمنة غذائيا من قبل دائرة الغذاء والدواء الأمريكية. لكن لا تنتج كميات حرارة مثل بعض المواد الأخرى كالمغنيسيوم.